# Sphex finschii
Sphex finschii är en biart som beskrevs av Kohl 1890. Sphex finschii ingår i släktet Sphex och familjen grävsteklar. Inga underarter finns listade i Catalogue of Life.

## Bildgalleri

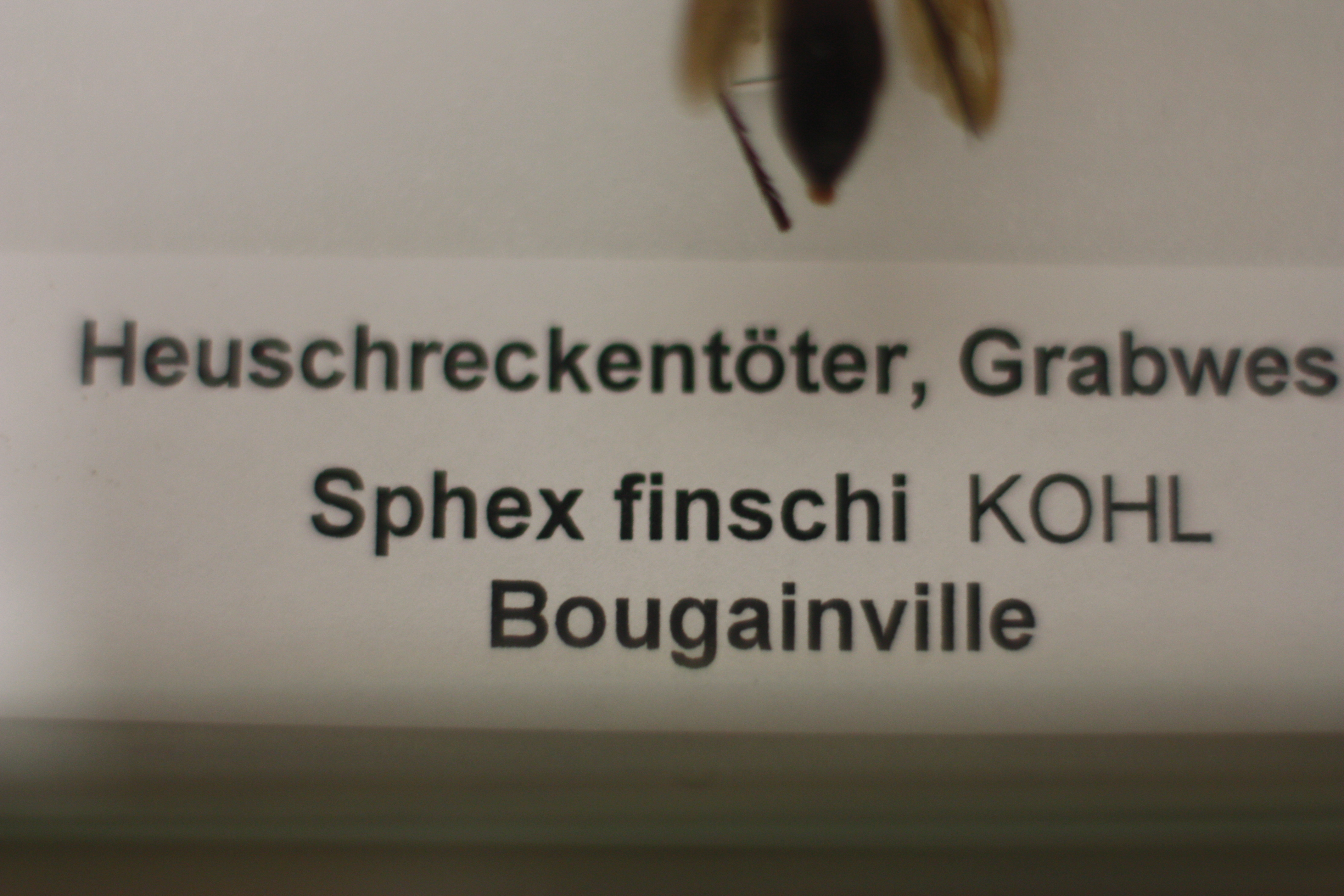
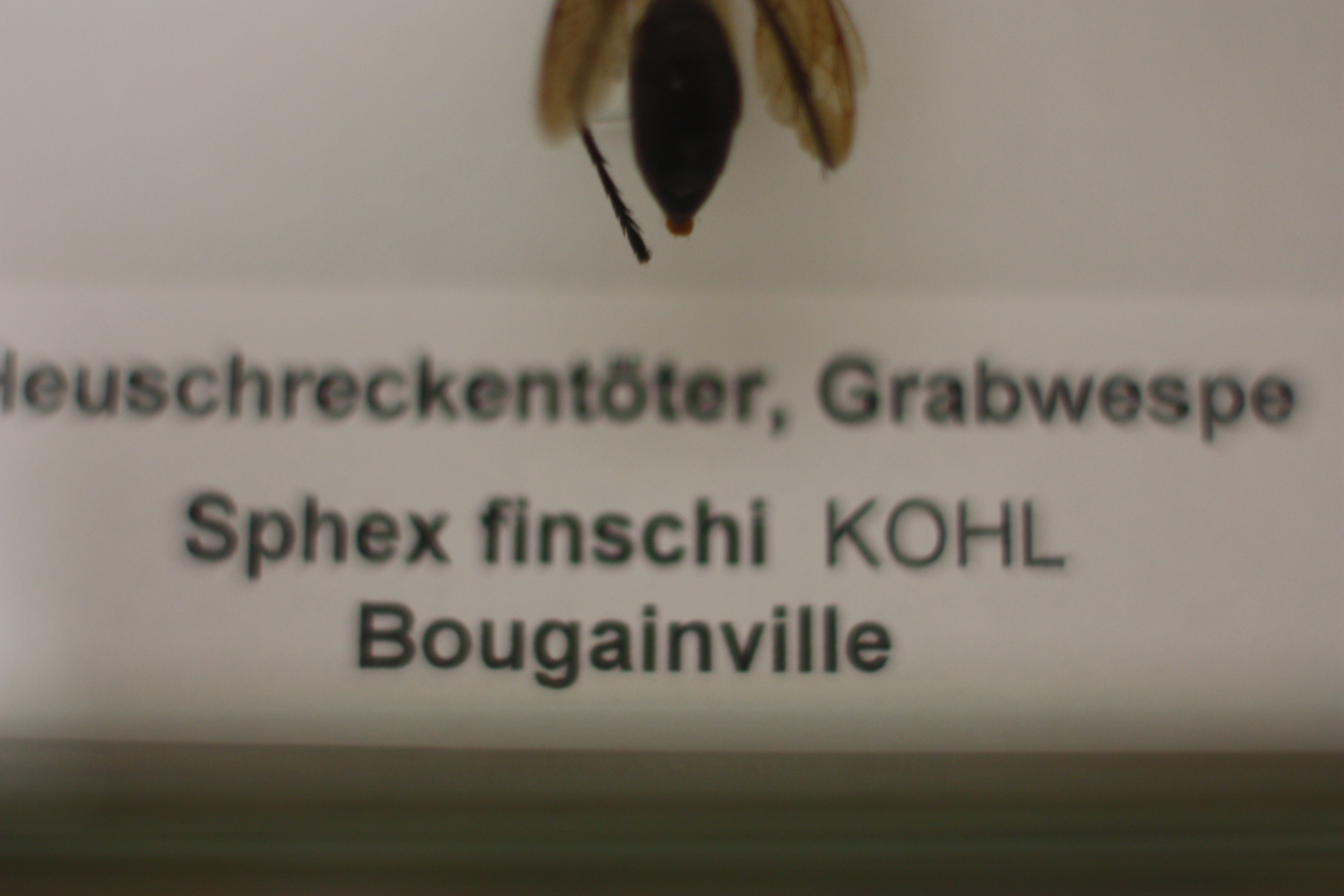
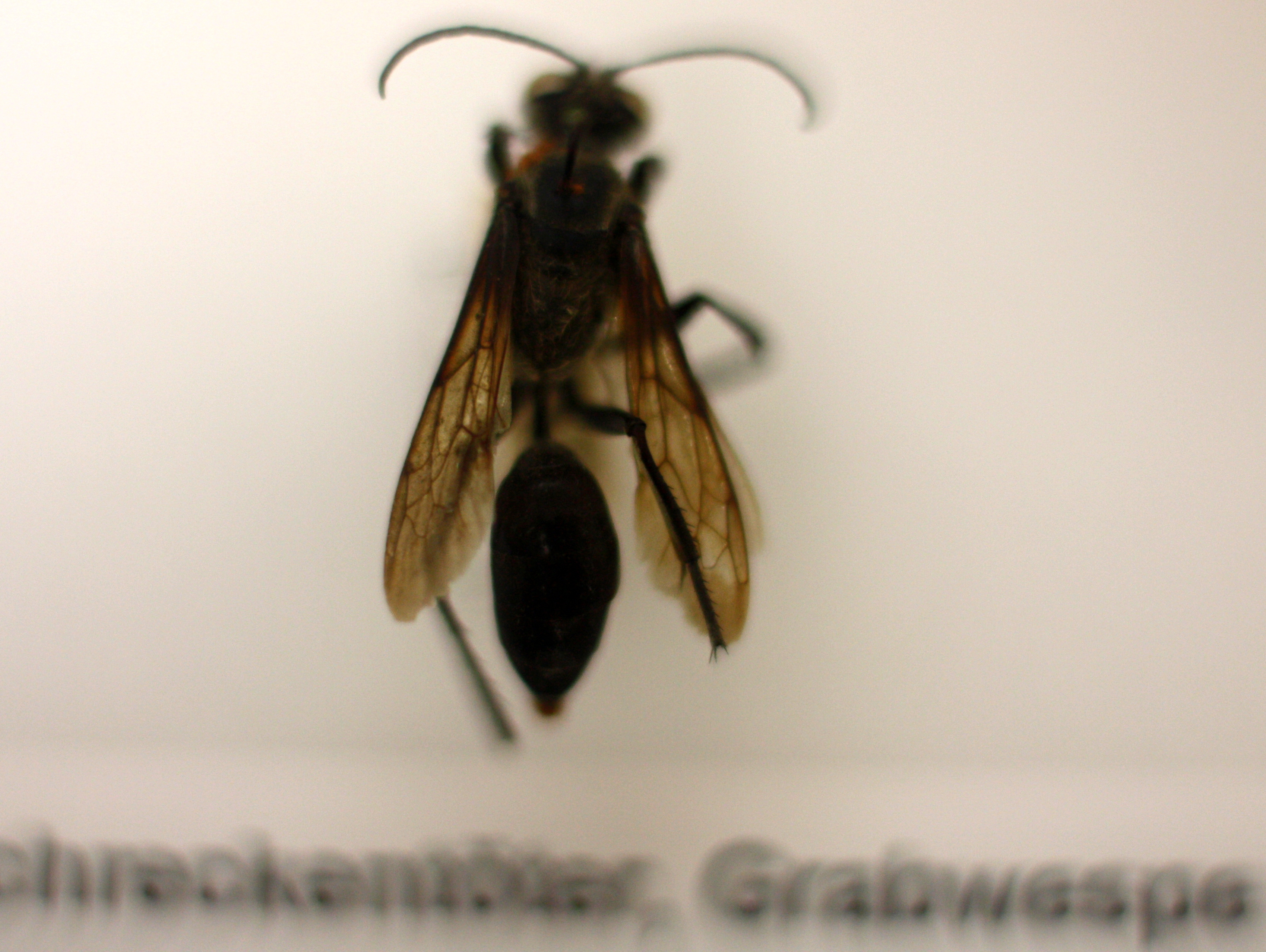
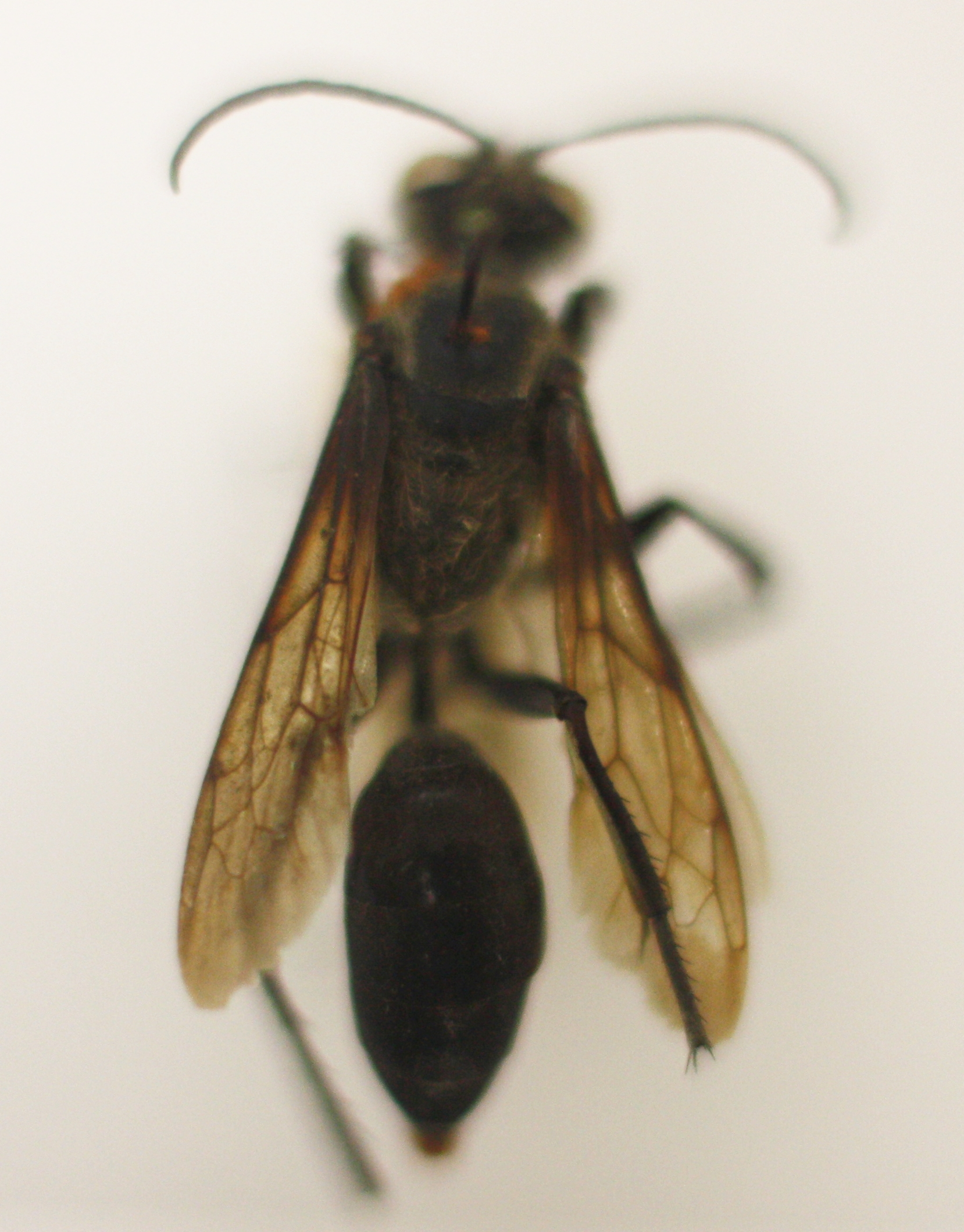
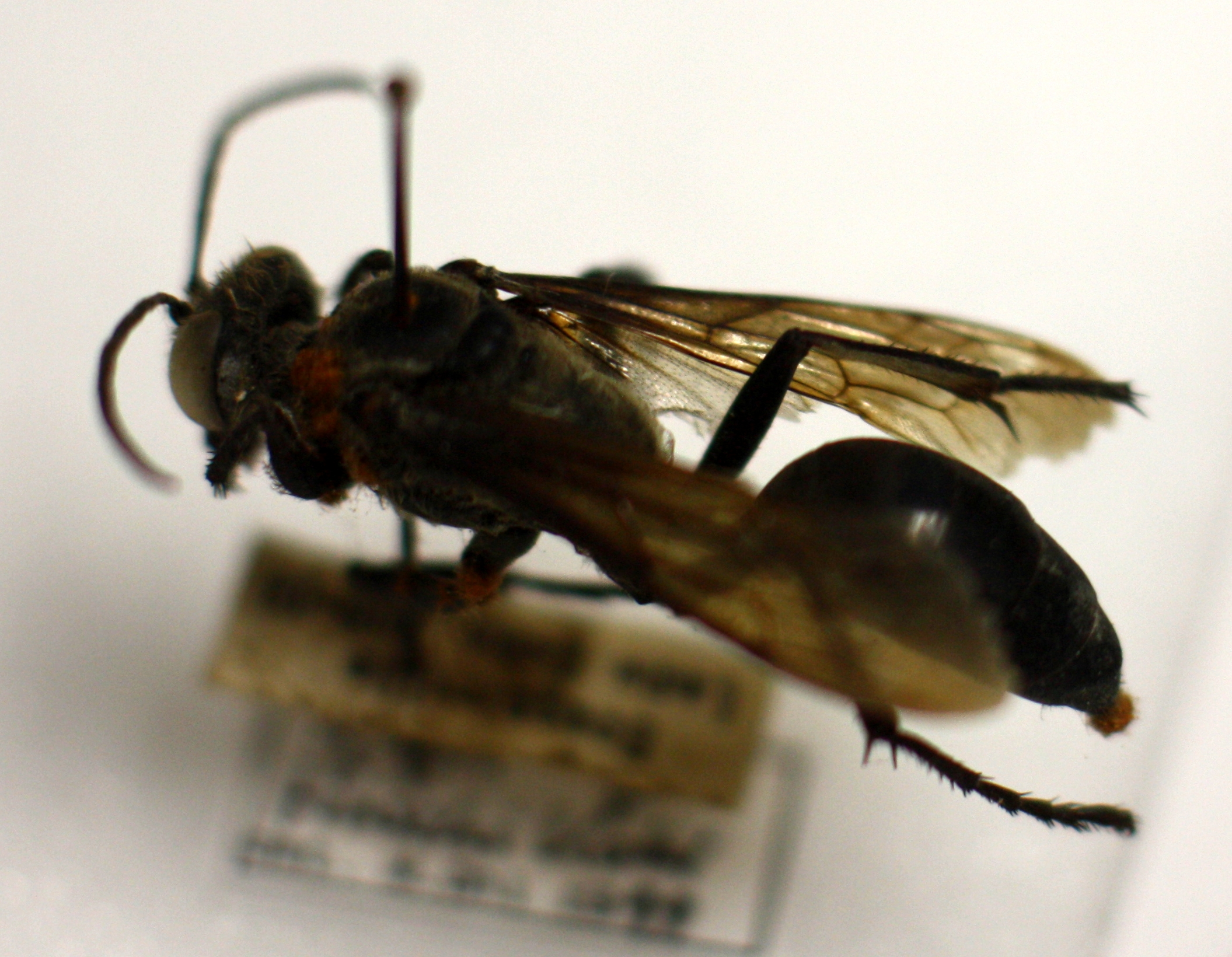
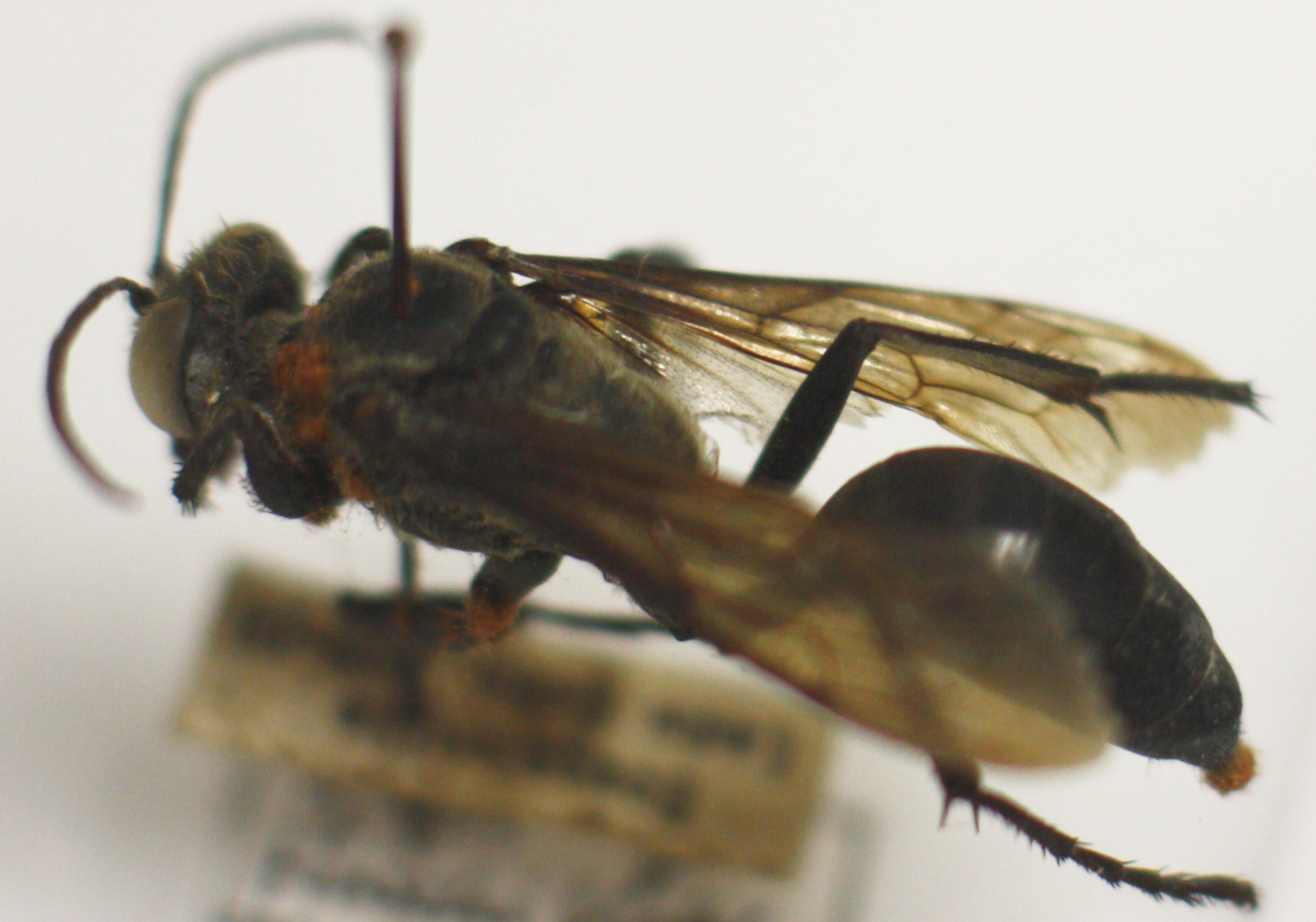